# Tweede Kamerverkiezingen 2017/Kandidatenlijst/GroenLinks

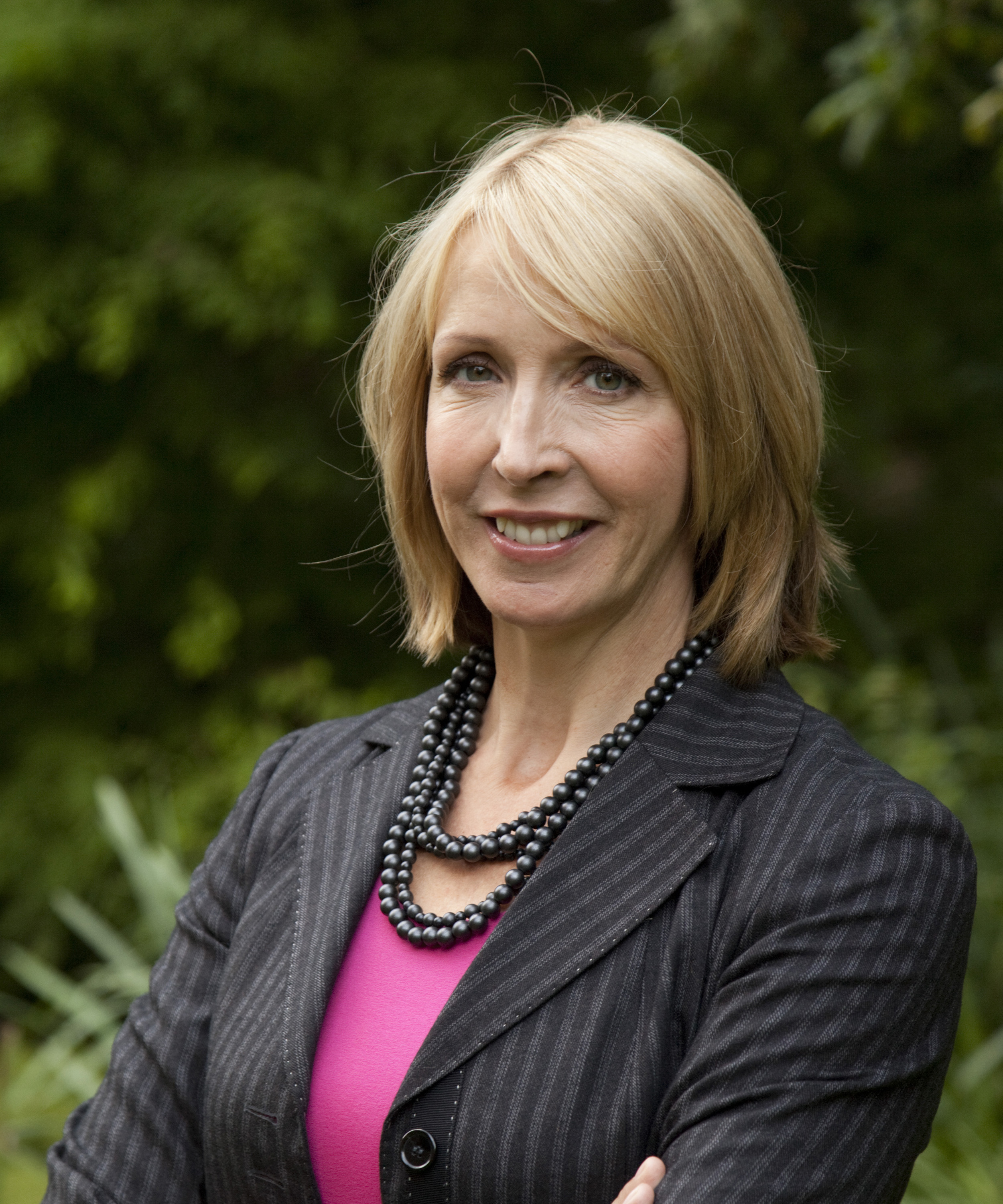
Liesbeth van Tongeren (1958) werd door de kandidatencommissie van de lijst gehouden, maar door de leden in een referendum op plaats zes geplaatst.

Dit artikel bevat de kandidatenlijst van GroenLinks voor de Nederlandse Tweede Kamerverkiezingen van 15 maart 2017, zoals deze op 3 februari 2017 werd vastgesteld door de Kiesraad.

## Achtergrond
Op 23 april 2016 werd bekend dat Jesse Klaver zich als enige voor het lijsttrekkerschap had gekandideerd en dus lijsttrekker zou worden. De volgende 39 kandidaten werden op 20 november 2016 gepresenteerd. Tussen 1 en 13 december 2016 konden GroenLinks-leden in een intern referendum over de lijst stemmen. Zij plaatsten Liesbeth van Tongeren, die niet op de conceptlijst stond, op de zesde plaats. Alle andere kandidaten (uitgezonderd Bram van Ojik, die op de tiende positie bleef staan, en Suzanne Kröger, die daardoor twee plekken verschoof) schoven een plek verder op de lijst. De laatste tien kandidaten, de lijstduwers, werden op 17 december op het congres bekendgemaakt. Op 3 februari werd de lijst door de Kiesraad vastgesteld.
Van de vijftig kandidaten op lijst waren er elf eerder Tweede Kamerlid: alle vier de zittende Tweede Kamerleden werden opnieuw gekandideerd. Twee oud-Kamerleden fungeren als lijstduwer. Vijf mensen die eerder (korte tijd) Kamerlid waren, stelden zich opnieuw kandidaat, waaronder oud-fractievoorzitter Van Ojik.

## De lijst
- vet: verkozen
- cursief: voorkeursdrempel overschreden

1. Jesse Klaver – 651.483
2. Kathalijne Buitenweg – 99.157
3. Tom van der Lee – 2.679
4. Linda Voortman – 21.098
5. Rik Grashoff – 3.094
6. Liesbeth van Tongeren – 25.856
7. Corinne de Jonge van Ellemeet – 6.626
8. Zihni Özdil – 5.747
9. Bart Snels – 852
10. Bram van Ojik – 6.759
11. Suzanne Kröger – 8.086
12. Nevin Özütok – 12.428
13. Paul Smeulders[4] – 3.328
14. Lisa Westerveld – 17.828
15. Laura Bromet[4] – 8.868
16. Wim-Jan Renkema[4] – 1.348
17. Huib van Essen – 861
18. Niels van den Berge[4] – 997
19. Isabelle Diks – 28.390
20. Tom van den Nieuwenhuijzen-Wittens[4] – 1.413
21. Ilias Mahtab – 3.327
22. Cathelijne Bouwkamp – 9.963
23. Dirk van den Bosch – 388
24. Maya van der Steenhoven (heeft zich teruggetrokken op 10 maart 2017)[5] – 3.200
25. Arno Bonte – 1.573
26. Marion van der Kleij – 2.889
27. Hans Kuipers – 420
28. Jonne Arnoldussen – 311
29. Janet Duursma – 2.669
30. Armağan Önder – 6.012
31. Volkert Vintges – 307
32. Samir Bashara – 700
33. Huub Bellemakers – 637
34. Cora Smelik – 1.513
35. Sophie Schers – 5.193
36. Michel Klijmij-van der Laan – 362
37. Rocco Piers – 137
38. Paul Vermast – 182
39. Marjoleine Snaas – 576
40. Kevin van Oort – 328
41. Daniëlle Hirsch – 865
42. Gerdo van Grootheest – 984
43. Lot van Hooijdonk – 898
44. Frans Kapteijns – 451
45. Lenie Scholten – 727
46. Alphonse Muambi – 652
47. Nienke Homan-Brinkman – 3.378
48. Arjan El Fassed – 287
49. Bas Rüter – 177
50. Ineke van Gent – 3.868

VVD · PvdA · PVV · SP · CDA · D66 · ChristenUnie · GroenLinks · SGP · Partij voor de Dieren · 50PLUS · OndernemersPartij · VNL · DENK · Nieuwe Wegen · Forum voor Democratie · De Burger Beweging · Vrijzinnige Partij · GeenPeil · Piratenpartij · Artikel 1 · Niet Stemmers · Libertarische Partij · Lokaal in de Kamer · Jezus Leeft · StemNL · Mens en Spirit/Basisinkomen Partij/V-R · Vrije Democratische Partij
1989 · 
1994 · 
1998 · 
2002 · 
2003 · 
2006 · 
2010 · 
2012 · 
2017 · 
2021 · 
2023